# Історія дипломатії (видання)
«Історія дипломатії» (рос. История дипломатии) — багатотомна праця радянських історіографів, які провели аналіз міжнародних відносин послідовно змінювальних епох; коротка історія дипломатії від давніх часів до нашого часу. Під редакцією В. П. Потьомкіна. Написана російською мовою.

## Перше видання
Трьохтомне видання (1873 сторінок) 1941—1945 вийшло в серії «Бібліотека зовнішньої політики» видавництва «ОГИЗ».
Історики С. В. Бахрушин, О. В. Єфімов, Є. О. Космінський, О. Л. Нарочницький, В. П. Потьомкін, В. С. Сергєєв, С. Д. Сказкін, Є. В. Тарле та В. М. Хвостов отримали Сталінську премію (першого ступеня) 1942 року за колективну працю — перший том «Історії дипломатії», опублікований у 1941.

### Розділи
- Розділ перший. Дипломатія в давні часи (проф. Сергєєв В. С.)
- Розділ другий. Дипломатія в середні віки (проф. Бахрушин С. В. і проф. Космінський Є. О.)
- Розділ третій. Дипломатія в новий час (XVI—XVIII ст.) (проф. Бахрушин С. В. і проф. Сказкин С. Д.)
- Розділ четвертий. Дипломатія в новий час (1789—1871 рр.) (проф. Єфімов О. В., Нарочницький О. Л., акад. Тарле Є. В., проф. Хвостов В. М.)
- Розділ п'ятий. Дипломатія в новий час (1872—1919 рр.)
Глави 1-13 (проф. Хвостов В. М.)
Глави 14-17 (проф. Мінц І. І.)
- Розділ шостий. Дипломатія в період підготовки Другої світової війни (1919—1939 рр.)
Глави 1-8 (проф. Мінц І. І.)
Глави 9-24 (проф. Панкратова А. М.)
Глави 25-26 (проф. Панкратова А. М. і акад. Потьомкін В. П)
- Про прийоми буржуазної дипломатії (акад. Тарле Є. В.)
- Організаційні форми, міжнародно-правові основи і техніка сучасної дипломатії (Колчановський Н. П)

## Друге видання
Друге перероблене і доповнене п'ятитомне видання (4700 сторінок) випущено у 1959—1979 роках видавництвом «Політвидав».
- Том 1. Дипломатія давнього світу. Дипломатія в середні віки. Дипломатія пізнього середньовіччя і початку нового часу (XVI—XVIII ст.). Дипломатія в новий час (1789—1871 рр.).
- Том 2. 1871—1913 рр.
- Том 3. 1914—1939 рр.
- Том 4. 1939—1945 рр.
- Том 5 в двох книгах:
Книга 1 — період після закінчення другої світової війни до початку 60-х років. 750 стор.
Книга 2 — 1960-і і 70-і роки XX століття. 760 стор.